# Natália de Araújo

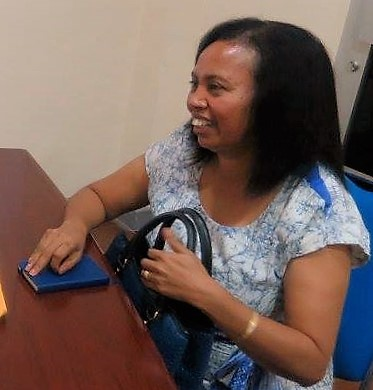
Natália de Araújo (2016)

Natália de Araújo (* 20. Oktober 1966 in Ainaro, Portugiesisch-Timor) ist eine osttimoresische Politikerin. Von 2012 bis 2015 war sie Vizeministerin der Gesundheit für Ethik und Dienstleistungen. Araújo ist Mitglied der größten Regierungspartei, der Congresso Nacional da Reconstrução Timorense (CNRT).

## Leben
Von 1975 bis 1980 besuchte Araújo die St. Paulos Grundschule in Ainaro, dann von der Katholischen Schule Santa Maria in Ainaro, von 1980 bis 1983 die Junior High School und von 1983 bis 1986 die Sekundärschule. Zwischen 1986 und 1987 erwarb Araújo das erste Diplom für Hebammen. Vom 17. Juli 1987 bis zum 7. September 1999 war sie Leiterin der Geburtshilfeabteilung der Klinik des Gesundheitszentrums Centro Dili. Vom 2. Januar 2002 bis zum 20. Dezember 2008 leitete Araújo die Abteilung Geburtshilfe und Kindergesundheit im Gesundheitsministerium Osttimors. Parallel besuchte sie von 2002 bis 2007 die Dili Universität und graduierte in Öffentlichem Gesundheitswesen 2008 an der STIKES Ngundi Waluyo in Semarang (Indonesien). Araújo trägt den Titel Lic. SP.
Im Gesundheitsministerium leitete Araújo von Januar 2009 bis August 2012 die Abteilung Qualitätskontrolle und des Gender Vocal Points. Vom 17. März 2011 übernahm sie zusätzlich das Amt des Direktors des  Gesundheitsdienstes des Distrikt Dili. Seit dem 8. August 2012 war Araújo eine von zwei Vizegesundheitsministerinnen Osttimors. Mit der Regierungsumbildung am 16. Februar 2015 schied Araújo aus dem Kabinett Osttimors aus, blieb aber als Beraterin für das Gesundheitsministerium tätig.

## Privates
Araújo ist verheiratet. Sie spricht fließend Tetum und Bahasa Indonesia. Außerdem spricht sie Englisch, Portugiesisch und Spanisch. Araújo lebt in Gricenfor/Dili.